# Marvel Cinematic Universe
L'Univers cinematogràfic de Marvel (en anglès: Marvel Cinematic Universe o MCU) és una franquícia de mitjans i un univers compartit de ficció, centrada en una sèrie de pel·lícules de superherois produïdes per Marvel Studios i basades en els còmics originals de Marvel Comics. A més de les pel·lícules, la franquícia s'ha expandit incloent també còmics, curtmetratges anomenats Marvel One-Shots, sèries de televisió i sèries digitals. Comparteix moltes característiques amb l'Univers Marvel com que tots dos es van crear a través de crossovers.
No inclou totes les pel·lícules ni sèries de televisió basades en superherois de la Marvel, només les produïdes per Marvel Studios. De la mateixa manera només inclou una petita part dels còmics de l'editorial, els ambientats en aquest món, considerat un univers més del Multivers Marvel, a la que se li ha donat el nom de Terra-199999.
Es va iniciar amb Iron Man (2008), seguit per L'increïble Hulk (2008), Iron Man 2 (2010), Thor (2011), Captain America: The First Avenger (2011), The Avengers (2012) a la Fase 1; Iron Man 3 (2013), Thor: The Dark World (2013), Captain America: The Winter Soldier (2014), Guardians of the Galaxy (2014), Avengers: Age of Ultron (2015), Ant-Man (2015) a la Fase 2; Captain America: Civil War (2016), Doctor Strange (2016), Guardians of the Galaxy Vol. 2 (2017), Spider-Man: Homecoming (2017), Thor: Ragnarok (2017), Black Panther (2018),Avengers: Infinity War (2018) i Ant-Man and the Wasp (2018), Captain Marvel (2019), Avengers: Endgame (2019), Spider-Man: Far From Home (2019) a la Fase 3; Black Widow (2021), Shang-Chi and the Legend of the Ten Rings (2021), Eternals (2021), Spider-Man: No Way Home (2021), Doctor Strange in the Multiverse of Madness i Thor: Love and Thunder (2022) a la Fase 4.
La Fase 5 va començar amb Ant-Man and the Wasp: Quantumania (2023), seguida per Guardians of the Galaxy Vol. 3 (2023) i The Marvels (2023). Després de molts canvis, continuaran Deadpool & Wolverine (2024) i Captain America: Brave New World (2025). La Fase 6 inclourà Thunderbolts (2025), The Fantastic Four (2025), Blade (2025), Avengers 5 (2026) i Avengers: Secret Wars (2027).
La franquícia es va expandir primer incloent còmics molt relacionats amb les pel·lícules a partir de 2010. Els curtmetratges van començar amb The Consultant a 2011 i la primera sèrie que es va emetre va ser Marvel's Agents of S.H.I.E.L.D. a partir de 2013. Les sèries digitals han tingut fins al moment escàs èxit. El 2015 va començar WHIH Newsfront, que era un fals informatiu on les notícies eren màrketing de les pel·lícules. A desembre del 2016 es va utilitzar aquest format per la sèrie Marvel's Agents of S.H.I.E.L.D.: Slingshot. Aquest format no ha tingut més continuïtat. El personatge Phil Coulson, que va debutar a Iron Man abans d'aparèixer a cap còmic, de moment és l'únic que ha aparegut en tots els mitjans.
Les pel·lícules que constitueixen l'univers cinematogràfic de Marvel han tingut èxit tan crític com comercial i la franquícia com a conjunt se situa com la tercera franquícia de pel·lícules més taquillera de tota la història.

## Desenvolupament

### Pel·lícules
| « | (anglès) It's never been done before and that's kind of the spirit everybody's taking it in. The other filmmakers aren't used to getting actors from other movies that other filmmakers have cast, certain plot lines that are connected or certain locations that are connected, but I think ... everyone was on board for it and thinks that it's fun. Primarily because we've always remained consistent saying that the movie that we are making comes first. All of the connective tissue, all of that stuff is fun and is going to be very important if you want it to be. If the fans want to look further and find connections, then they're there. There are a few big ones obviously, that hopefully the mainstream audience will able to follow as well. But ... the reason that all the filmmakers are on board is that their movies need to stand on their own. They need to have a fresh vision, a unique tone, and the fact that they can interconnect if you want to follow those breadcrumbs is a bonus." | (català) No s'havia fet mai abans i aquest és l'esperit que tothom té. Els altres cineastes no estan acostumats a aconseguir actors d'altres pel·lícules que altres cineastes han fet, certes línies argumentals que estan connectades o determinades ubicacions que estan connectades, però jo penso... tothom hi estava a bord i pensa que és divertit. Principalment perquè sempre hem estat constants dient que la pel·lícula que estem fent és la primera. Tot el teixit connectiu, totes aquestes coses són divertides i seran molt importants si voleu que ho sigui. Si els fans volen mirar més enllà i trobar connexions, aleshores hi són. Òbviament, n'hi ha unes quantes grans, que esperem que el públic general també pugui seguir. Però... la raó per la qual tots els cineastes estan a bord és que les seves pel·lícules han de mantenir-se per ells mateixes. Necessiten tenir una visió fresca, un to únic i el fet que es puguin interconnectar si voleu seguir aquestes molles de pa és un avantatge". | » |
| — Kevin Feige, President de producció de Marvel Studios, sobre la construcció d'un univers cinematogràfic compartit. | | |   |

El 2005, Marvel Entertainment havia començat a planejar produir les seves pròpies pel·lícules de manera independent i distribuir-les a través de Paramount Pictures. Anteriorment, Marvel havia coproduït diverses pel·lícules de superherois amb Columbia Pictures, New Line Cinema i altres, inclòs un acord de desenvolupament de set anys amb 20th Century Fox. Marvel va obtenir relativament pocs beneficis dels seus acords de llicències amb altres estudis i volia treure més diners dels seus pel·lícules mantenint el control artístic dels projectes i la distribució. Avi Arad, cap de la divisió de cinema de Marvel, s'havia mostrat satisfet amb la sèrie de pel·lícules de Spider-Man a Sony Pictures, però estava menys satisfet amb altres. Com a resultat, Arad va decidir formar Marvel Studios, el primer gran estudi de pel·lícula independent de Hollywood des de DreamWorks.
Kevin Feige, el segon al comandament d'Arad, es va adonar que, a diferència de Spider-Man i els X-Men, els drets cinematogràfics dels quals estaven llicenciats a Sony i Fox, respectivament, Marvel encara posseïa els drets dels membres principals dels Venjadors. Feige, un "fanboy" com es descriu a ell mateix, va imaginar crear un univers compartit, tal com havien fet els creadors Stan Lee i Jack Kirby amb els seus còmics a principis dels anys 60. Per recaptar capital, l'estudi es va assegurar el finançament d'una línia de crèdit rotatiu de 525 milions de dòlars de set anys amb Merrill Lynch. El pla de Marvel era alliberar individualment pel·lícules per als seus personatges principals i després fusionar-les en una pel·lícula crossover.
 Arad, que dubtava de l'estratègia però va insistir que era la seva reputació la que va ajudar a assegurar el finançament inicial, va dimitir l'any següent.

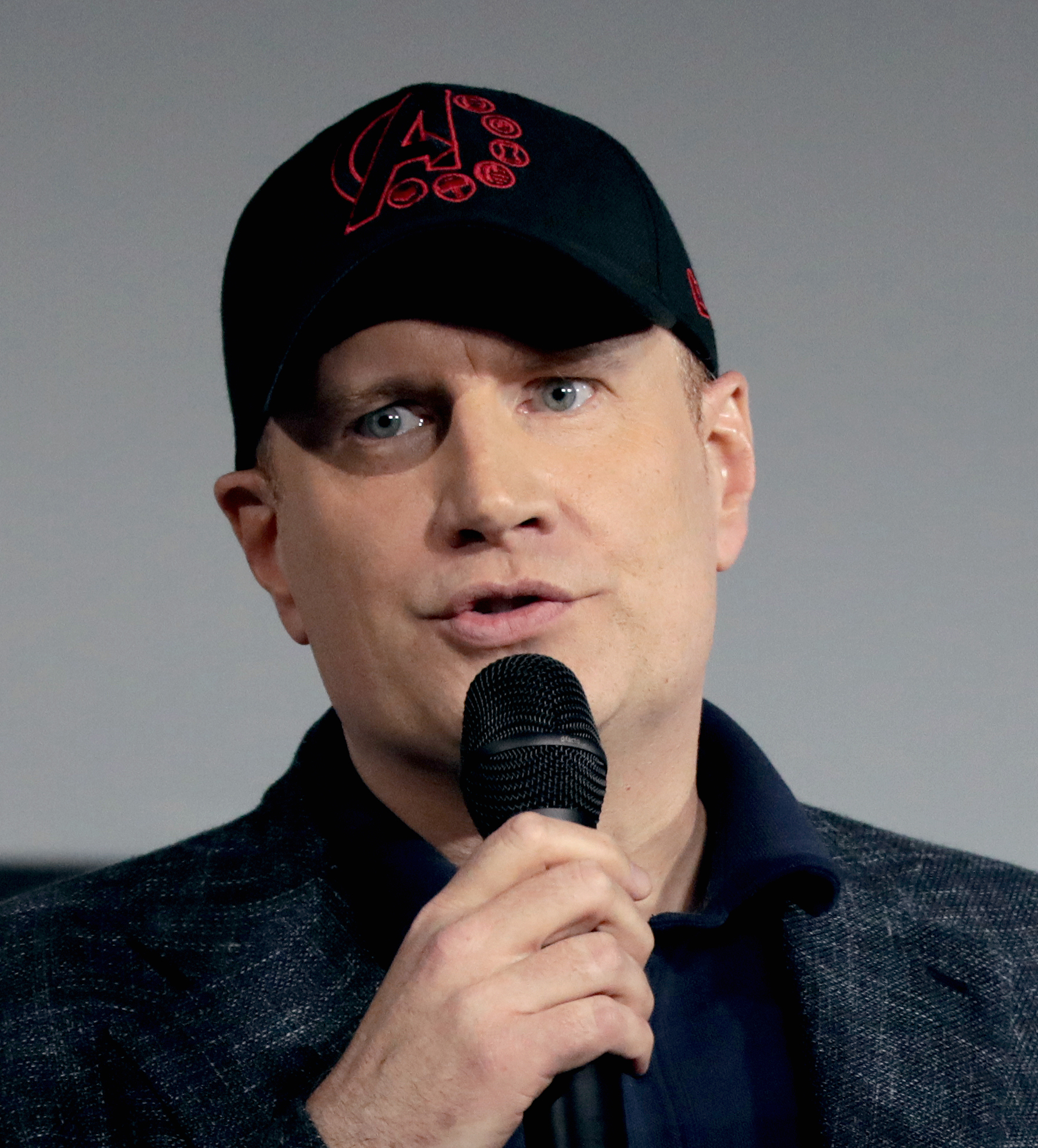
Kevin Feige va ajudar a concebre un univers multimèdia compartit de propietats de Marvel.

El 2007, als 33 anys, Feige va ser nomenat cap d'estudi. Per tal de preservar la seva integritat artística, Marvel Studios va formar un comitè creatiu de sis persones familiaritzades amb la seva història dels còmics: Feige, el copresident de Marvel Studios Louis D'Esposito, el president d'edició de Marvel Comics Dan Buckley, el director creatiu de Marvel Joe Quesada, l'escriptor Brian Michael Bendis i el president de Marvel Entertainment Alan Fine, que va supervisar el comitè. Feige es va referir inicialment a la continuïtat narrativa compartida d'aquestes pel·lícules com a "Marvel Cinema Universe", però més tard va utilitzar el terme "Marvel Cinematic Universe". Atès que la franquícia es va expandir a altres mitjans, alguns només han utilitzat aquesta frase per referir-se als llargmetratges.
L'octubre de 2014, Marvel Studios va fer una roda de premsa per anunciar els títols de les seves pel·lícules de la Fase Tres. Al setembre de 2015, després que Marvel Studios es va integrar a Walt Disney Studios, Feige informava al president de Walt Disney Studios Alan Horn en comptes del CEO de Marvel Entertainment Isaac Perlmutter, el comitè creatiu dels estudis va tenir una aportació "nominal" sobre les pel·lícules que avançaven, tot i que van continuar consultant les produccions de Marvel Television, que van romandre sota el control de Perlmutter. Feige, D'Esposito i Victoria Alonso havien de prendre totes les decisions clau per les pel·lícules futures. Feige va esmentar que Avengers: Endgame (2019) proporcionaria "un final definitiu" a les pel·lícules i històries que la precedien, amb la franquícia tenint "dos períodes diferents. Tot abans [d'Endgame] i tot després"
El desembre de 2017, the Walt Disney Company va acordar adquirir actius de 21st Century Fox, inclosa la 20th Century Fox. La transacció es va tancar oficialment el 19 de març de 2019. L'adquisició suposava el retorn dels drets cinematogràfics de Deadpool, els personatges dels X-Men i els Quatre Fantàstics a Marvel Studios, que "crearia mons més rics i complexos de personatges i històries interrelacionades". El juliol de 2019, Feige va anunciar la Fase Quatre a la San Diego Comic-Con, que consta de pel·lícules i sèries d'esdeveniments de televisió a Disney+. El desembre de 2020, al Disney's Investor Day, Marvel Studios va oferir actualitzacions a pel·lícules i sèries anunciades anteriorment, i va anunciar sèries addicionals de Disney+ i un especial, que es va confirmar que formaven part de la Fase Quatre. Alguns dels primers elements prèviament controlats per 20th Century Fox a integrar-se a l'MCU van ser l'organització S.W.O.R.D. a la sèrie de Disney+ WandaVision i el país de ficció Madripoor a la sèrie The Falcon and the Winter Soldier. L'abril de 2022, Feige va dir que ell i Marvel Studios estaven en una retirada creativa per planificar i discutir les pel·lícules de l'MCU per als 10 següents anys, que va dir que estaven destinats als cinemes. Aquell juliol, Feige va anunciar algunes de les pel·lícules i sèries per a la Fase 5 i Fase 6 a la Comic-Con de San Diego, revelant que el segon grup de tres fases era conegut col·lectivament com "La Saga del Multivers". Feige va explicar que Marvel Studios es va adonar durant el desenvolupament de la Fase Quatre que seria diferent de les tres primeres fases, amb més projectes en un període més curt. Això també es va produir després de l'"experiència creativa" d'acabar la Fase 3 i "The Infinity Saga" amb Avengers: Infinity War (2018) i Avengers: Endgame. Per tant, en comptes de "culminar cada 10 mesos en una pel·lícula dels Venjadors", van decidir deixar aquesta culminació per al final de "La saga del multivers", amb les tres segones fases construïdes per a Avengers: The Kang Dynasty (2026) i Avengers: Secret Wars (2027). Marvel Studios estava emocionat d'explorar Kang the Conqueror com a malvat general de la Saga Multivers després que Thanos ho fos a la Saga Infinity, perquè Kang era un malvat únic perquè té múltiples variants. Va explicar també que l'estudi inicialment no planejava que la propera saga girés al voltant de Kang, però va decidir fer-ho després de veure l'actuació de l'actor Jonathan Majors a la primera temporada de Loki (2021) i els copions mentre es filmava Ant-Man and the Wasp: Quantumania (2023). Tanmateix, Majors va ser acomiadat per Disney i Marvel Studios el desembre de 2023 després de ser declarat culpable enmig dels seus problemes legals, i Marvel va començar a referir-se internament a La dinastia Kang com a Avengers 5 per llavors.
El març de 2023, Alonso va ser acomiadada del seu paper a Marvel Studios per un grup que incloïa el copresident de Disney Entertainment, Alan Bergman, i els departaments legals i de recursos humans de Disney per ser productora de la pel·lícula Amazon Studios Argentina, 1985 (2022); es tracta d'un incompliment d'un acord de 2018 entre Alonso i Disney que deia que els empleats no treballarien per a un estudi competidor. Segons es va informar, Alonso no va demanar permís per treballar a la pel·lícula, i Disney li va demanar que deixés de fer-ho, afegint que no la promocionés ni la publicités, amb la situació "considerada prou greu" com per que Disney demanés que es signés un nou acord. Malgrat això, Alonso va continuar promocionant la pel·lícula després de la seva estrena el setembre de 2022, i se li va recordar constantment el seu acord i l'incompliment del contracte, que finalment va portar al seu acomiadament. Els advocats d'Alonso van refutar aquesta afirmació, afirmant que Disney va conèixer i acceptar el treball d'Alonso sobre Argentina, 1985, i que en canvi va ser "silenciada[... i] acomiadada quan es va negar a fer alguna cosa que creia que era reprovable"; es va informar que aquest incident era un desacord amb un executiu de Disney sobre la censura dels elements de l'orgull gai a Ant-Man and the Wasp: Quantumania per tal d'estrenar la pel·lícula a Kuwait i complir amb les seves lleis restrictives anti-LGBTQ. Un portaveu de Disney va reiterar la idea que la van acomiadar a causa d'"un incompliment de contracte indiscutible i una violació directa de la política de l'empresa" entre altres "factors clau". Disney i Alonso van arribar a un acord de compensació multimilionari a l'abril.
El juliol de 2023, el conseller delegat de Disney Bob Iger va declarar que la companyia reduiria la despesa i la creació de contingut Marvel, admetent que l'expansió de Marvel Studios a sèries Disney+ i més pel·lícules havia "diluït el focus i l'atenció" després d'una sèrie de pel·lícules amb taquilles insuficients.

### Televisió

#### Marvel Television

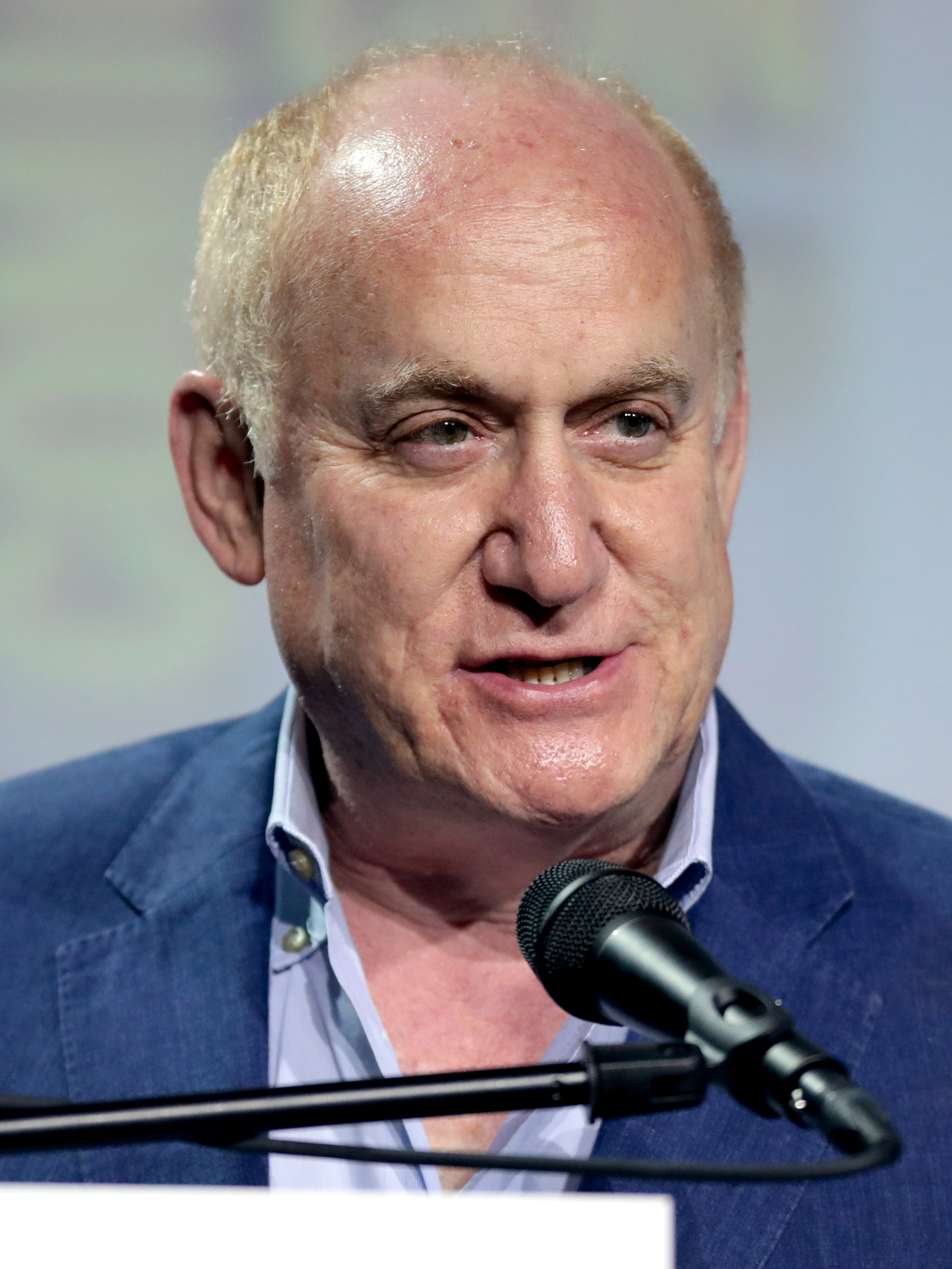
L'antic cap de Marvel Television Jeph Loeb va ser productor executiu de totes les sèries de televisió a ABC, Netflix, Hulu i Freeform.

El juny de 2010, Marvel Television es va llançar amb Jeph Loeb com a cap. Al juliol de 2012, Marvel Television havia entrat en converses amb ABC per crear un programa ambientat al MCU; la xarxa finalment va crear les sèries Agents de S.H.I.E.L.D., Agent Carter, i Inhumans, que va ser una coproducció amb IMAX Corporation. El novembre de 2013, Disney havia de proporcionar a Netflix les sèries d'acció en directe Daredevil, Jessica Jones, Luke Cage i Iron Fist, que van conduir a la minisèrie The Defenders. L'abril de 2016, Netflix va ordenar The Punisher, una sèrie derivada de Daredevil. Al febrer de 2019, Netflix havia cancel·lat totes les seves sèries de Marvel. Al gener de 2021, Feige va dir "mai no diguis mai" a potencialment reviure la sèrie, però va assenyalar que Marvel Studios es centrava en la seva nova sèrie de Disney+ anunciada en aquell moment. L'abril de 2016, la xarxa de cable propietat de Disney Freeform va anunciar Cloak & Dagger. El maig de 2017, Marvel va anunciar que Runaways havia rebut una comanda de sèrie de Hulu. El maig de 2019, Marvel va anunciar que Helstrom havia rebut llum verda per a Hulu.
L'octubre de 2019, una nova reestructuració corporativa va fer que Feige fos nomenat director creatiu de Marvel Entertainment, amb Marvel Television passant a formar part de Marvel Studios i els executius de Marvel Television informant a Feige. Al desembre de 2019, Marvel Television era rellevada per Marvel Studios, amb Marvel Studios assumint la producció de la sèrie actual en aquell moment; no s'estaven considerant més sèries de Marvel Television per al desenvolupament.

#### Marvel Studios
El novembre de 2017, Disney estava buscant desenvolupar una nova sèrie de televisió de Marvel per al seu servei de streaming Disney+. El juliol de 2018, Feige va assenyalar que havien començat converses amb Disney sobre qualsevol possible implicació que Marvel Studios pogués tenir amb el servei de streaming, ja que Feige considerava que el servei era "una cosa important per a l'empresa". Al setembre de 2018, es va informar que Marvel Studios estava desenvolupant diverses sèries limitades centrades en personatges de "segon nivell" de les pel·lícules del MCU que no havien protagonitzat les seves pròpies pel·lícules i que era poc probable que ho fessin. S'esperava que cada sèrie tingués de sis a vuit episodis, i seria produïda per Marvel Studios en lloc de Marvel Television, amb Feige fent un "paper pràctic" en el desenvolupament de cada sèrie. Feige va assenyalar que les sèries que s'estava desenvolupant per al servei de streaming "explicarien històries... que no podríem explicar en una experiència cinematogràfica, una narració més llarga". També va afegir que el fet que Disney demanés que creés aquestes sèries "va donar energia a tothom de manera creativa" dins de Marvel Studios, ja que "podien jugar en un nou mitjà i llançar les regles per la finestra en termes d'estructura i format".
El juliol de 2019, Feige va anunciar cinc sèries d'esdeveniments com a part de la Fase Quatre a la Comic-Con de San Diego. Al D23 del mes següent es van anunciar tres sèries de Disney+ addicionals per a la fase, amb tres sèries més i un especial de televisió anunciades el desembre de 2020. Al febrer de 2021, es va revelar una altra sèrie per a la fase, mentre que un segon especial es va revelar l'agost de 2021. La pissarra de la Fase Quatre inclou What If...?, la primera sèrie d'animació de Marvel Studios, i el juliol de 2021 l'estudi estava creant una "branca d'animació i un mini estudi" per centrar-se en més contingut animat més enllà de What If...?. Durant l'esdeveniment Disney+ Day, el novembre de 2021 es van anunciar quatre sèries addicionals, que no formaven part de la pissarra de la Fase Quatre, amb tres sèries més revelades durant els mesos següents.

## Pel·lícules
Marvel Studios divideix els films en grups que anomenen «fases».

### The Infinity Saga
«The Infinity Saga» abraça les tres primeres fases.
| Pel·lícula                             | Any             | Director                | Guionista/es                                                           | Productor/s                          | Distribució                               | Estat     |
| Fase 1                                 | Fase 1          | Fase 1                  | Fase 1                                                                 | Fase 1                               | Fase 1                                    | Fase 1    |
| -------------------------------------- | --------------- | ----------------------- | ---------------------------------------------------------------------- | ------------------------------------ | ----------------------------------------- | --------- |
| Iron Man                               | 2 maig 2008     | Jon Favreau             | Mark Fergus, Hawk Ostby, Art Marcum, Matt Holloway                     | Avi Arad, Kevin Feige                | Paramount Pictures                        | Estrenada |
| L'increïble Hulk (The Incredible Hulk) | 13 juny 2008    | Louis Leterrier         | Zak Penn                                                               | Avi Arad, Gale Ann Hurd, Kevin Feige | Universal Pictures                        | Estrenada |
| Iron Man 2                             | 7 maig 2010     | Jon Favreau             | Justin Theroux                                                         | Kevin Feige                          | Paramount Pictures                        | Estrenada |
| Thor                                   | 6 maig 2011     | Kenneth Branagh         | Ashley Edward Miller, Zack Stentz, Don Payne                           | Kevin Feige                          | Paramount Pictures                        | Estrenada |
| Captain America: The First Avenger     | 22 juliol 2011  | Joe Johnston            | Christopher Markus, Stephen McFeely                                    | Kevin Feige                          | Paramount Pictures                        | Estrenada |
| The Avengers                           | 4 maig 2012     | Joss Whedon             | Joss Whedon                                                            | Kevin Feige                          | Walt Disney Pictures i Paramount Pictures | Estrenada |
| Fase 2                                 |                 |                         |                                                                        |                                      |                                           |           |
| Iron Man 3                             | 3 maig 2013     | Shane Black             | Drew Pearce, Shane Black                                               | Kevin Feige                          | Walt Disney Pictures i Paramount Pictures | Estrenada |
| Thor: The Dark World                   | 8 novembre 2013 | Alan Taylor             | Christopher Yost, Christopher Markus, Stephen McFeely                  | Kevin Feige                          | Walt Disney Pictures                      | Estrenada |
| Captain America: The Winter Soldier    | 4 abril 2014    | Anthony i Joe Russo     | Christopher Markus, Stepher McFeely                                    | Kevin Feige                          | Walt Disney Pictures                      | Estrenada |
| Guardians of the Galaxy                | 1 agost 2014    | James Gunn              | James Gunn, Nicole Perlman                                             | Kevin Feige                          | Walt Disney Pictures                      | Estrenada |
| Avengers: Age of Ultron                | 1 maig 2015     | Joss Whedon             | Joss Whedon                                                            | Kevin Feige                          | Walt Disney Pictures                      | Estrenada |
| Ant-Man                                | 17 juliol 2015  | Peyton Reed             | Edgar Wright, Joe Cornish, Adam McKay, Paul Rudd                       | Kevin Feige                          | Walt Disney Pictures                      | Estrenada |
| Fase 3                                 |                 |                         |                                                                        |                                      |                                           |           |
| Captain America: Civil War             | 6 maig 2016     | Anthony i Joe Russo     | Christoper Markus, Stephen McFeely                                     | Kevin Feige                          | Walt Disney Pictures                      | Estrenada |
| Doctor Strange                         | 4 novembre 2016 | Scott Derrickson        | Jon Spaihts, Scott Derrickson, C. Robert Cargill                       | Kevin Feige                          | Walt Disney Pictures                      | Estrenada |
| Guardians of the Galaxy Vol. 2         | 5 maig 2017     | James Gunn              | James Gunn                                                             | Kevin Feige                          | Walt Disney Pictures                      | Estrenada |
| Spider-Man: Homecoming                 | 7 juliol 2017   | Jon Watts               | John Francis Daley, Jonathan M. Goldstein, Christopher Ford, Jon Watts | Kevin Feige, Amy Pascal              | Sony Pictures Entertainment               | Estrenada |
| Thor: Ragnarok                         | 3 novembre 2017 | Taika Waititi           | Eric Pearson                                                           | Kevin Feige                          | Walt Disney Pictures                      | Estrenada |
| Black Panther                          | 16 febrer 2018  | Ryan Coogler            | Joe Robert Cole, Ryan Coogler                                          | Kevin Feige                          | Walt Disney Pictures                      | Estrenada |
| Avengers: Infinity War                 | 27 abril 2018   | Anthony i Joe Russo     | Christopher Markus, Stephen McFeely                                    | Kevin Feige                          | Walt Disney Pictures                      | Estrenada |
| Ant-Man and The Wasp                   | 6 juliol 2018   | Peyton Reed             | Andrew Barrer, Gabriel Ferrari, Paul Rudd                              | Kevin Feige                          | Walt Disney Pictures                      | Estrenada |
| Captain Marvel                         | 8 març 2019     | Anna Boden i Ryan Fleck | Nicole Perlman, Meg LeFauve                                            | Kevin Feige                          | Walt Disney Pictures                      | Estrenada |
| Avengers: Endgame                      | 26 abril 2019   | Anthony i Joe Russo     | Christopher Markus, Stephen McFeely                                    | Kevin Feige                          | Walt Disney Pictures                      | Estrenada |
| Spider-Man: Far From Home              | 2 juliol 2019   | Jon Watts               | Chris McKenna, Erik Sommers                                            | Kevin Feige, Amy Pascal              | Sony Pictures Entertainment               | Estrenada |

#### Repartiment
| Personatge                    | Pel·lícula                    | Pel·lícula                       | Pel·lícula                    | Pel·lícula                    | Pel·lícula                                | Pel·lícula                      |
| Personatge                    | Iron Man (2008)               | L'increïble Hulk (2008)          | Iron Man 2 (2010)             | Thor (2011)                   | Captain America: The First Avenger (2011) | The Avengers (2012)             |
| Iniciativa: Venjadors Reunits | Iniciativa: Venjadors Reunits | Iniciativa: Venjadors Reunits    | Iniciativa: Venjadors Reunits | Iniciativa: Venjadors Reunits | Iniciativa: Venjadors Reunits             | Iniciativa: Venjadors Reunits   |
| ----------------------------- | ----------------------------- | -------------------------------- | ----------------------------- | ----------------------------- | ----------------------------------------- | ------------------------------- |
| Steve Rogers / Capità Amèrica |                               |                                  |                               |                               | Chris Evans                               | Chris Evans                     |
| Nick Fury                     | Samuel L. Jackson             |                                  | Samuel L. Jackson             | Samuel L. Jackson             | Samuel L. Jackson                         | Samuel L. Jackson               |
| Tony Stark/Iron Man           | Robert Downey Jr.             | Robert Downey Jr.                | Robert Downey Jr.             |                               |                                           | Robert Downey Jr.               |
| Dr. Bruce Banner/Hulk         |                               | Edward Norton Lou Ferrigno (veu) |                               |                               |                                           | Mark Ruffalo Lou Ferrigno (veu) |
| Donald Blake/Thor Odinson     |                               |                                  |                               | Chris Hemsworth               |                                           | Chris Hemsworth                 |
| Col. James Rhodes/War Machine | Terrence Howard               |                                  | Don Cheadle                   |                               |                                           |                                 |
| Natasha Romanoff/Viuda negra  |                               |                                  | Scarlett Johansson            |                               |                                           | Scarlett Johansson              |
| Clint Barton/Ull de falcó     |                               |                                  |                               | Jeremy Renner                 |                                           | Jeremy Renner                   |
| Antagonistes                  |                               |                                  |                               |                               |                                           |                                 |
| Obadiah Stane/Iron Monger     | Jeff Bridges                  |                                  |                               |                               |                                           |                                 |
| General Thaddeus Ross         |                               | William Hurt                     |                               |                               |                                           |                                 |
| Emil Blonsky/Abominación      |                               | Tim Roth                         |                               |                               |                                           |                                 |
| Samuel Sterns/El líder        |                               | Tim Blake Nelson                 |                               |                               |                                           |                                 |
| Ivan Vanko/Whiplash           |                               |                                  | Mickey Rourke                 |                               |                                           |                                 |
| Justin Hammer                 |                               |                                  | Sam Rockwell                  |                               |                                           |                                 |
| Loki Laufeyson                |                               |                                  |                               | Tom Hiddleston                |                                           | Tom Hiddleston                  |
| Johann Schmidt/Red Skull      |                               |                                  |                               |                               | Hugo Weaving                              |                                 |
| Thanos                        |                               |                                  |                               |                               |                                           | Damion Poitier                  |
| Repartiment secundari         |                               |                                  |                               |                               |                                           |                                 |
| Virginia "Pepper" Potts       | Gwyneth Paltrow               |                                  | Gwyneth Paltrow               |                               |                                           | Gwyneth Paltrow                 |
| Happy Hogan                   | Jon Favreau                   |                                  | Jon Favreau                   |                               |                                           |                                 |
| Edwin Jarvis                  | Paul Bettany (veu)            |                                  | Paul Bettany (veu)            |                               |                                           | Paul Bettany (veu)              |
| Dr. Yinsen                    | Shaun Toub                    |                                  |                               |                               |                                           |                                 |
| Agente Phil Coulson           | Clark Gregg                   |                                  | Clark Gregg                   | Clark Gregg                   |                                           | Clark Gregg                     |
| Christine Everhart            | Leslie Bibb                   |                                  | Leslie Bibb                   |                               |                                           |                                 |
| Bethany Cabe                  |                               |                                  | Kate Mara                     |                               |                                           |                                 |
| Howard Stark                  | Gerard Sanders                |                                  | John Slattery                 |                               | Dominic Cooper                            |                                 |
| Betty Ross                    |                               | Liv Tyler                        |                               |                               |                                           |                                 |
| Dr. Leonard Samson            |                               | Ty Burrell                       |                               |                               |                                           |                                 |
| Jane Foster                   |                               |                                  |                               | Natalie Portman               |                                           |                                 |
| Profesor Erik Selvig          |                               |                                  |                               | Stellan Skarsgård             |                                           | Stellan Skarsgård               |
| Maria Hill                    |                               |                                  |                               |                               |                                           | Cobie Smulders                  |

### The Multiverse Saga
«The Multivers Saga» comprèn de la Fase 4 fins a la Fase 6.
| Pel·lícula                                  | Any                    | Director              | Guionista/es                                                        | Productor/s                                                   | Distribució          | Estat        |
| Fase 4                                      | Fase 4                 | Fase 4                | Fase 4                                                              | Fase 4                                                        | Fase 4               | Fase 4       |
| ------------------------------------------- | ---------------------- | --------------------- | ------------------------------------------------------------------- | ------------------------------------------------------------- | -------------------- | ------------ |
| Black Widow                                 | 9 juliol 2021          | Cate Shortland        | Jac Schaeffer i Ned Benson                                          | Kevin Feige                                                   | Walt Disney Pictures | Estrenada    |
| Shang-Chi and the Legend of the Ten Rings   | 3 setembre 2021        | Destin Daniel Cretton | David Callaham i Steve Englehard                                    | Kevin Feige i Jonathan Schwartz                               | Walt Disney Pictures | Estrenada    |
| Eternals                                    | 5 novembre 2021        | Chloé Zhao            | Matthew Firpo i Ryan Firpo                                          | Kevin Feige i Nate Moore                                      | Walt Disney Pictures | Estrenada    |
| Spider-Man: No Way Home                     | 17 desembre 2021       | Jon Watts             | Chris McKenna i Erik Sommers                                        | Kevin Feige i Amy Pascal                                      | Walt Disney Pictures | Estrenada    |
| Doctor Strange in the Multiverse of Madness | 6 maig 2022            | Scott Derrickson      | Scott Derrickson i Jade Bartlett                                    | Kevin Feige                                                   | Walt Disney Pictures | Estrenada    |
| Thor: Love and Thunder                      | 8 juliol 2022          | Taika Waititi         | Taika Waititi                                                       | Kevin Feige i Brad Winderbaum                                 | Walt Disney Pictures | Estrenada    |
| Black Panther: Wakanda Forever              | 11 novembre 2022       | Ryan Coogler          | Ryan Coogler                                                        | Kevin Feige                                                   | Walt Disney Pictures | Estrenada    |
| Fase 5                                      |                        |                       |                                                                     |                                                               |                      |              |
| Ant-Man and the Wasp: Quantumania           | 17 febrer 2023         | Peyton Reed           | Jeff Loveness                                                       | Kevin Feige                                                   | Walt Disney Pictures | Estrenada    |
| Guardians of the Galaxy Vol. 3              | 5 maig 2023            | James Gunn            | James Gunn                                                          | Kevin Feige                                                   | Walt Disney Pictures | Estrenada    |
| The Marvels                                 | 28 juliol 2023         | Nia DaCosta           | Megan McDonnell                                                     | Kevin Feige                                                   | Walt Disney Pictures | Estrenada    |
| Deadpool & Wolverine                        | 26 juliol 2024         | Shawn Levy            | Ryan Reynolds & Rhett Reese & Paul Wernick & Zeb Wells & Shawn Levy | Kevin Feige, Ryan Reynolds, Shawn Levy i Lauren Shuler Donner | Walt Disney Pictures | Estrenada    |
| Captain America: Brave New World            | 14 de febrer de 2025   | Julius Onah           | Malcolm Spellman & Dalan Musson i Julius Onah i Matthew Orton       | Kevin Feige, Nate Moore i Malcolm Spellman                    | Walt Disney Pictures | Estrenada    |
| Thunderbolts*                               | 2 de maig de 2025      | Jake Schreier         | Eric Pearson i Lee Sung Jin                                         | Kevin Feige                                                   | Walt Disney Pictures | Estrenada    |
| Fase 6                                      |                        |                       |                                                                     | Kevin Feige                                                   | Walt Disney Pictures |              |
| The Fantastic Four: First Steps             | 25 de juliol de 2025   | Matt Shakman          | Jeff Kaplan & Ian Springer i Josh Friedman i Cameron Squires        | Kevin Feige                                                   | Walt Disney Pictures |              |
| Spider-Man: Brand New Day                   | 31 de juliol de 2026   | Destin Daniel Cretton | Chris McKenna & Erik Sommers                                        | Kevin Feige                                                   | Walt Disney Pictures | Preproducció |
| Avengers: Doomsday                          | 18 de desembre de 2026 | Anthony i Joe Russo   | Michael Waldron i Stephen McFeely                                   | Kevin Feige                                                   | Walt Disney Pictures | En filmació  |
| Avengers: Secret wars                       | 17 de desembre de 2027 | Anthony i Joe Russo   | Michael Waldron i Stephen McFeely                                   | TBA                                                           | En desenvolupament   |              |

### Futur
| Pel·lícula                                                       | Any | Director              | Guionista/es          | Productor/s                     | Estat              |
| ---------------------------------------------------------------- | --- | --------------------- | --------------------- | ------------------------------- | ------------------ |
| Armor Wars                                                       | TBA | TBA                   | Yassir Lester         | Kevin Feige                     | En desenvolupament |
| Black Panther 3                                                  | TBA | Ryan Coogler          | Ryan Coogler          | Kevin Feige i Nate Moore        | En desenvolupament |
| Blade                                                            | TBA | TBA                   | Eric Pearson          | Kevin Feige                     | En desenvolupament |
| Seqüela sense títol de Shang-Chi and the Legend of the Ten Rings | TBA | Destin Daniel Cretton | Destin Daniel Cretton | Kevin Feige i Jonathan Schwartz | En desenvolupament |
| Pel·lícula sense títol centrada en els X-Men                     | TBA | Jake Schreier         | Michael Lesslie       | Kevin Feige                     | En desenvolupament |

En qualsevol moment, Marvel Studios té previstes pel·lícules futures de cinc a sis anys més enllà del que han anunciat. A l'abril de 2014, es van planificar històries addicionals fins al 2028, les pel·lícules de MCU fins al 2032 estan previstes per a l'abril del 2022. Disney ha programat dates de llançament addicionals per a pel·lícules de Marvel Studios no anunciades el 16 de febrer de 2024, juntament amb el 14 de febrer i el 25 de juliol de 2025 i el 13 de febrer, l'1 de maig, el 24 de juliol i el 6 de novembre de 2026.

## Sèries de televisió

### Marvel Television
| Sèrie                           | Temporades    | Temporades    | Episodis      | Dates de emisión                        | Dates de emisión | Show runner (s)                                |
| Sèrie                           | Temporades    | Temporades    | Episodis      | Primera emissió                         | Darrera emissió  | Show runner (s)                                |
| Sèries de ABC                   | Sèries de ABC | Sèries de ABC | Sèries de ABC | Sèries de ABC                           | Sèries de ABC    | Sèries de ABC                                  |
| ------------------------------- | ------------- | ------------- | ------------- | --------------------------------------- | ---------------- | ---------------------------------------------- |
| Marvel's Agents of S.H.I.E.L.D. |               | 1             | 22            | 24 setembre 2013                        | 13 maig 2014     | Jed Whedon, Maurissa Tancharoen i Jeffrey Bell |
| Marvel's Agents of S.H.I.E.L.D. |               | 2             | 22            | 23 setembre 2014                        | 12 maig 2015     | Jed Whedon, Maurissa Tancharoen i Jeffrey Bell |
| Marvel's Agents of S.H.I.E.L.D. |               | 3             | 22            | 29 setembre 2015                        | 17 maig 2016     | Jed Whedon, Maurissa Tancharoen i Jeffrey Bell |
| Marvel's Agents of S.H.I.E.L.D. |               | 4             | 22            | 20 setembre 2016                        | 16 maig 2017     | Jed Whedon, Maurissa Tancharoen i Jeffrey Bell |
| Marvel's Agents of S.H.I.E.L.D. |               | 5             | 22            | 1 desembre 2017                         | 18 maig 2018     | Jed Whedon, Maurissa Tancharoen i Jeffrey Bell |
| Marvel's Agents of S.H.I.E.L.D. |               | 6             | 13            | 10 maig 2019                            | 2 agost 2019     | Jed Whedon, Maurissa Tancharoen i Jeffrey Bell |
| Marvel's Agents of S.H.I.E.L.D. |               | 7             | 13            | 27 maig 2020                            | 12 agost 2020    | Jed Whedon, Maurissa Tancharoen i Jeffrey Bell |
| Marvel's Agent Carter           |               | 1             | 8             | 6 gener 2015                            | 24 febrer 2015   | Tara Butters, Michele Fazekas i Chris Dingess  |
| Marvel's Agent Carter           |               | 2             | 10            | 19 gener 2016                           | 1 març 2016      | Tara Butters, Michele Fazekas i Chris Dingess  |
| Marvel's Inhumans               |               | 1             | 8             | 1 setembre 2017 (IMAX) 29 setembre 2017 | 10 novembre 2017 | Scott Buck                                     |
| Sèries de Netflix               |               |               |               |                                         |                  |                                                |
| Marvel's Daredevil              |               | 1             | 13            | 10 abril 2015                           | 10 abril 2015    | Steven S. DeKnight                             |
| Marvel's Daredevil              |               | 2             | 13            | 18 març 2016                            | 18 març 2016     | Douglas Petrie i Marco Ramirez                 |
| Marvel's Daredevil              |               | 3             | 13            | 19 octubre 2018                         | 19 octubre 2018  | Erik Oleson                                    |
| Marvel's Jessica Jones          |               | 1             | 13            | 20 novembre 2015                        | 20 novembre 2015 | Melissa Rosenberg                              |
| Marvel's Jessica Jones          |               | 2             | 13            | 8 març 2018                             | 8 març 2018      | Melissa Rosenberg                              |
| Marvel's Jessica Jones          |               | 3             | 13            | 14 juny 2019                            | 14 juny 2019     | Melissa Rosenberg i Scott Reynolds             |
| Marvel's Luke Cage              |               | 1             | 13            | 30 setembre 2016                        | 30 setembre 2016 | Cheo Hodari Coker                              |
| Marvel's Luke Cage              |               | 2             | 13            | 22 juny 2018                            | 22 juny 2018     | Cheo Hodari Coker                              |
| Marvel's Iron Fist              |               | 1             | 13            | 17 març 2017                            | 17 març 2017     | Scott Buck                                     |
| Marvel's Iron Fist              |               | 2             | 10            | 7 setembre 2018                         | 7 setembre 2018  | Raven Metzner                                  |
| Marvel´s The Defenders          |               | 1             | 8             | 18 agost 2017                           | 18 agost 2017    | Douglas Petrie i Marco Ramírez                 |
| Marvel's The Punisher           |               | 1             | 13            | 17 novembre 2017                        | 17 novembre 2017 | Steve Lightfoot                                |
| Marvel's The Punisher           |               | 2             | 13            | 18 gener 2019                           | 18 gener 2019    | Steve Lightfoot                                |
| Sèries de Hulu                  |               |               |               |                                         |                  |                                                |
| Marvel's Runaways               |               | 1             | 10            | 21 novembre 2017                        | 9 gener 2018     | Josh Schwartz i Stephanie Savage               |
| Marvel's Runaways               |               | 2             | 13            | 21 desembre 2018                        | 21 desembre 2018 | Josh Schwartz i Stephanie Savage               |
| Marvel's Runaways               |               | 3             | 10            | 13 desembre 2019                        | 13 desembre 2019 | Josh Schwartz i Stephanie Savage               |
| Marvel's Helstrom               |               | 1             | 10            | 2020                                    | TBA              | Paul Zbyszewski                                |
| Sèries de Freeform              |               |               |               |                                         |                  |                                                |
| Marvel's Cloak & Dagger         |               | 1             | 10            | 7 juny 2018                             | 2 agost 2018     | Joe Pokaski                                    |
| Marvel's Cloak & Dagger         |               | 2             | 10            | 4 abril 2019                            | 30 maig 2019     | Joe Pokaski                                    |

### Marvel Studios
Totes les sèries de la Fase 4 s'estrenen a Disney+ paral·lelament amb les pel·lícules de la fase.

#### Fase 4
| Sèrie                                       | Temporada         | Temporada         | Episodis          | Dates de emisión       | Dates de emisión       | Cap de gionistes  | Director/s                                          | Estat             |
| Sèrie                                       | Temporada         | Temporada         | Episodis          | Primera emissió        | Darrera emissió        | Cap de gionistes  | Director/s                                          | Estat             |
| Series de Disney+                           | Series de Disney+ | Series de Disney+ | Series de Disney+ | Series de Disney+      | Series de Disney+      | Series de Disney+ | Series de Disney+                                   | Series de Disney+ |
| ------------------------------------------- | ----------------- | ----------------- | ----------------- | ---------------------- | ---------------------- | ----------------- | --------------------------------------------------- | ----------------- |
| WandaVision                                 |                   | 1                 | 9                 | 15 gener 2021          | 5 març 2021            | Jac Schaeffer     | Matt Shakman                                        | Estrenada         |
| The Falcon and the Winter Soldier           |                   | 1                 | 6                 | 19 març 2021           | 23 abril 2021          | Malcolm Spellman  | Kari Skogland                                       | Estrenada         |
| Loki                                        |                   | 1                 | 6                 | 9 juny 2021            | 14 juliol 2021         | Michael Waldron   | Kate Herron                                         | Estrenada         |
| What If…?                                   |                   | 1                 | 9                 | 11 agost 2021          | 6 octubre 2021         | A. C. Bradley     | Bryan Andrews                                       | Estrenada         |
| Hawkeye                                     |                   | 1                 | 6                 | 24 novembre 2021       | 22 desembre 2021       | Jonathan Igla     | Rhys Thomas i Bert i Bertie                         | Estrenada         |
| Moon Knight                                 |                   | 1                 | 6                 | 30 març 2022           | 4 maig 2022            | Jeremy Slater     | Mohamed Diab, Justin Benson i Aaron Moorhead        | Estrenada         |
| Ms. Marvel                                  |                   | 1                 | 6                 | 8 juny 2022            | 13 juliol 2022         | Bisha K. Ali      | Adil i Bilall, Meera Menon, i Sharmeen Obaid-Chinoy | Estrenada         |
| She-Hulk: Attorney at Law                   |                   | 1                 | 9                 | 17 agost de 2022       | 12 octubre 2022        | Jessica Gao       | Kat Coiro i Anu Valia                               | Estrenada         |
| Werewolf by Night                           |                   | 1                 | Especial          | 7 d'octubre de 2022    | 7 d'octubre de 2022    | Michael Giacchino | Heather Quinn and Peter Cameron                     | Estrenada         |
| The Guardians of the Galaxy Holiday Special |                   | 1                 | Especial          | 25 de novembre de 2022 | 25 de novembre de 2022 | James Gunn        | James Gunn                                          | Estrenada         |

#### Fase 5
| Sèrie                                 | Temporada | Temporada | Episodis | Dates de emisión   | Dates de emisión | Xarxa              | Cap d'escriptors                                             | Director/s                                                                         | Estat           |           |           |
| Sèrie                                 | Temporada | Temporada | Episodis | Primera emissió    | Darrera emissió  | Xarxa              | Cap d'escriptors                                             | Director/s                                                                         | Estat           |           |           |
| ------------------------------------- | --------- | --------- | -------- | ------------------ | ---------------- | ------------------ | ------------------------------------------------------------ | ---------------------------------------------------------------------------------- | --------------- | --------- | --------- |
| Secret Invasion                       | Temporada | Temporada |          | 1                  | 6                | 21 de juny de 2023 | 26 juliol 2023                                               | Disney+                                                                            | Kyle Bradstreet | Ali Selim | Estrenada |
| Loki                                  |           | 2         | 6        | 5 octubre 2023     | 9 novembre 2023  | Eric Martin        | Justin Benson i Aaron Moorhead, Dan DeLeeuw i Kasra Farahani | Disney+                                                                            |                 |           | Estrenada |
| What If...?                           |           | 2         | 9        | 22 desembre 2023   | 30 desembre 2023 | A. C. Bradley      | Stephan Franck i Bryan Andrews                               | Disney+                                                                            |                 |           | Estrenada |
| Echo                                  |           | 1         | 5        | 9 gener 2024       | 9 gener 2024     | Disney+/Hulu       | Marion Dayre i Amy Rardin                                    | Sydney Freeland i Catriona McKenzie                                                |                 |           | Estrenada |
| Agatha All Along                      |           | 1         | 9        | 18 setembre 2024   | 30 octubre 2024  | Disney+            | Jac Schaeffer                                                | Jac Schaeffer, Rachel Goldberg i Gandja Monteiro                                   |                 |           | Estrenada |
| Your Friendly Neighborhood Spider-Man |           | 1         | 10       | 29 gener 2025      | 19 febrer 2025   | Disney+            | Jeff Trammell                                                | Mel Zwyer and Stuart Livingston                                                    |                 |           | Estrenada |
| Daredevil: Born Again                 |           | 1         | 9        | 4 de març de 2025  | TBA              | Disney+            | Dario Scardapane                                             | Justin Benson & Aaron Moorhead, Michael Cuesta, Jeffrey Nachmanoff, and David Boyd |                 |           | Estrenada |
| Ironheart                             |           | 1         | 6        | 24 de juny de 2025 | TBA              | Disney+            | Chinaka Hodge                                                | Sam Bailey i Angela Barnes                                                         |                 |           | Estrenada |

#### Fase 6
| Sèrie                                 | Temporada | Temporada | Episodis | Dates de emisión | Dates de emisión | Cap d'escriptors   | Director/s                                                                     | Estat              |             |              |
| Sèrie                                 | Temporada | Temporada | Episodis | Primera emissió  | Darrera emissió  | Cap d'escriptors   | Director/s                                                                     | Estat              |             |              |
| ------------------------------------- | --------- | --------- | -------- | ---------------- | ---------------- | ------------------ | ------------------------------------------------------------------------------ | ------------------ | ----------- | ------------ |
| Eyes of Wakanda                       | Temporada | Temporada |          | 1                | 4                | 27 d'agost de 2025 | 27 d'agost de 2025                                                             | Todd Harris        | Todd Harris | En producció |
| Marvel Zombies                        |           | 1         | 4        | 2024             | TBA              | Bryan Andrews      | Bryan Andrews                                                                  |                    |             | En producció |
| Wonder Man                            |           | 1         | 8        | Desembre 2025    | TBA              | Andrew Guest       | Destin Daniel Cretton, Stella Meghie, James Ponsoldt i Tiffany Johnson         | Postproducció      |             |              |
| Daredevil: Born Again                 |           | 2         | 8        | Març 2026        | TBA              | Dario Scardapane   | Justin Benson & Aaron Moorhead, Solvan Naim, Iain B. MacDonald i Angela Barnes |                    |             |              |
| Vision Quest                          |           | 1         | TBA      | 2026             | TBA              | Terry Matalas      | TBA                                                                            | En desenvolupament |             |              |
| Your Friendly Neighborhood Spider-Man |           | 2         | TBA      | 2026             | TBA              | Jeff Trammell      | TBA                                                                            | En producció       |             |              |

#### Futur
| Sèrie                                 | Temporada | Temporada | Episodis | Dates de emisión | Dates de emisión | Cap d'escriptors | Director/s | Estat              |
| Sèrie                                 | Temporada | Temporada | Episodis | Primera emissió  | Darrera emissió  | Cap d'escriptors | Director/s | Estat              |
| ------------------------------------- | --------- | --------- | -------- | ---------------- | ---------------- | ---------------- | ---------- | ------------------ |
| sèrie de Nova sense títol             |           | 1         | TBA      | TBA              | TBA              | Sabir Pirzada    | TBA        | En desenvolupament |
| Your Friendly Neighborhood Spider-Man |           | 3         | TBA      | TBA              | TBA              | Jeff Trammell    | TBA        | En desenvolupament |

## Curtmetratges
| Títol                                              | Estrena als EUA                                                | Director         | Guionista     | Productor   | Pel·lícula que acompanya           |
| -------------------------------------------------- | -------------------------------------------------------------- | ---------------- | ------------- | ----------- | ---------------------------------- |
| The Consultant                                     | 13 de setembre de 2011                                         | Leythum          | Eric Pearson  | Kevin Feige | Thor                               |
| A Funny Thing Happened on the Way to Thor's Hammer | 25 d'octubre de 2011                                           | Leythum          | Eric Pearson  | Kevin Feige | Captain America: The First Avenger |
| Item 47                                            | 25 de setembre de 2012                                         | Louis D'Esposito | Eric Pearson  | Kevin Feige | The Avengers                       |
| Agent Carter                                       | 3 de setembre de 2013 (digital) 24 de setembre de 2013 (físic) | Louis D'Esposito | Eric Pearson  | Kevin Feige | Iron Man 3                         |
| All Hail the King                                  | 4 de febrer de 2014 (digital) 25 de febrer de 2014 (físic)     | Drew Pearce      | Drew Pearce   | Kevin Feige | Thor: The Dark World               |
| Team Thor                                          | 23 de juliol de 2016                                           | Taika Waititi    | Taika Waititi | Kevin Feige | Captain America: Civil War         |

## Sèries digitals
| Sèrie                                      | Temporada | Temporada | Episodis | Estrena original       | Estrena original       | Estat     |
| Sèrie                                      | Temporada | Temporada | Episodis | Primer                 | Darrer                 | Estat     |
| ------------------------------------------ | --------- | --------- | -------- | ---------------------- | ---------------------- | --------- |
| WHIH Newsfront                             |           | 1         | 5        | 2 de juliol de 2015    | 16 de juliol de 2015   | Estrenada |
| WHIH Newsfront                             |           | 2         | 5        | 22 d'abril de 2016     | 3 de maig de 2016      | Estrenada |
| Marvel's Agents of S.H.I.E.L.D.: Slingshot |           | 1         | 6        | 13 de desembre de 2016 | 13 de desembre de 2016 | Estrenada |

## Còmics
| Títol                                                            | Número(s) | Data/es de publicació  | Data/es de publicació  | Escriptor/s                                                        | Artista/es                                        |
| Títol                                                            | Número(s) | Inici de la publicació | Final de la publicació | Escriptor/s                                                        | Artista/es                                        |
| ---------------------------------------------------------------- | --------- | ---------------------- | ---------------------- | ------------------------------------------------------------------ | ------------------------------------------------- |
| Iron Man: I Am Iron Man!                                         | 2         | 27 de gener de 2010    | 24 de febrer de 2010   | Peter David                                                        | Sean Chen                                         |
| Iron Man 2: Public Identity                                      | 3         | 28 d'abril de 2010     | 12 de maig de 2010     | Joe Casey i Justin Theroux                                         | Barry Kitson                                      |
| Iron Man 2: Agents of S.H.I.E.L.D.                               | 1         | 1 de setembre de 2010  | 1 de setembre de 2010  | Joe Casey                                                          | Tim Green, Felix Ruiz i Matt Camp                 |
| Captain America: First Vengeance                                 | 4         | 4 de maig de 2011      | 29 de juny de 2011     | Fred Van Lente                                                     | Neil Edwards i Luke Ross                          |
| Marvel's The Avengers Prelude: Fury's Big Week                   | 4         | 7 de març de 2012      | 18 d'abril de 2012     | Story by: Christopher Yost i Eric Pearson Scripts by: Eric Pearson | Luke Ross                                         |
| Marvel's The Avengers: Black Widow Strikes                       | 3         | 2 de maig de 2012      | 6 de juny de 2012      | Fred Van Lente                                                     | Neil Edwards                                      |
| Marvel's Iron Man 2                                              | 2         | 7 de novembre de 2012  | 5 de desembre de 2012  | Christos N. Gage                                                   | Ramon Rosanas                                     |
| Marvel's Iron Man 3 Prelude                                      | 2         | 2 de gener de 2013     | 6 de febrer de 2013    | Christos N. Gage                                                   | Steve Kurth                                       |
| Marvel's Thor                                                    | 2         | 16 de gener de 2013    | 20 de febrer de 2013   | Christos N. Gage                                                   | Lan Medina                                        |
| Marvel's Thor: The Dark World Prelude                            | 2         | 5 de juny de 2013      | 10 de juliol de 2013   | Craig Kyle i Christopher Yost                                      | Scot Eaton i Ron Lim                              |
| Marvel's Captain America: The First Avenger                      | 2         | 6 de novembre de 2013  | 11 de desembre de 2013 | Peter David                                                        | Wellinton Alves                                   |
| Marvel's Captain America: The Winter Soldier Infinite Comic      | 1         | 28 de gener de 2014    | 28 de gener de 2014    | Peter David                                                        | Rock He-Kim                                       |
| Marvel's Guardians of the Galaxy Infinite Comic – Dangerous Prey | 1         | 1 d'abril de 2014      | 1 d'abril de 2014      | Dan Abnett i Andy Lanning                                          | Andrea Di Vito                                    |
| Marvel's Guardians of the Galaxy Prelude                         | 2         | 2 d'abril de 2014      | 28 de maig de 2014     | Dan Abnett i Andy Lanning                                          | Wellinton Alves                                   |
| Marvel's The Avengers                                            | 2         | 24 de desembre de 2014 | 7 de gener de 2015     | Will Corona Pilgrim                                                | Joe Bennett                                       |
| Marvel's Avengers: Age of Ultron Prelude – This Scepter'd Isle   | 1         | 3 de febrer de 2015    | 3 de febrer de 2015    | Will Corona Pilgrim                                                | Wellinton Alves                                   |
| Marvel's Ant-Man Prelude                                         | 2         | 4 de febrer de 2015    | 4 de març de 2015      | Will Corona Pilgrim                                                | Miguel Sepulveda                                  |
| Marvel's Ant-Man – Scott Lang: Small Time                        | 1         | 3 de març de 2015      | 3 de març de 2015      | Will Corona Pilgrim                                                | Wellinton Alves i Daniel Govar                    |
| Marvel's Jessica Jones                                           | 1         | 7 d'octubre de 2015    | 7 d'octubre de 2015    | Brian Michael Bendis                                               | Michael Gaydos                                    |
| Marvel's Captain America: Civil War Prelude                      | 4         | 16 de desembre de 2015 | 27 de gener de 2016    | Will Corona Pilgrim                                                | Szymon Kudranski i Lee Ferguson                   |
| Marvel's Captain America: Civil War Prelude Infinite Comic       | 1         | 10 de febrer de 2016   | 10 de febrer de 2016   | Will Corona Pilgrim                                                | Lee Ferguson, Goran Sudžuka, i Guillermo Mogorron |
| Marvel's Doctor Strange Prelude                                  | 2         | 6 de juliol de 2016    | 24 d'agost de 2016     | Will Corona Pilgrim                                                | Jorge Fornés                                      |
| Marvel's Doctor Strange Prelude Infinite Comic – The Zealot      | 1         | 7 de setembre de 2016  | 7 de setembre de 2016  | Will Corona Pilgrim                                                | Jorge Fornés                                      |
| Marvel's Guardians of the Galaxy Vol. 2 Prelude                  | 2         | 4 de gener de 2017     | 1 de febrer de 2017    | Will Corona Pilgrim                                                | Christopher Allen                                 |
| Spider-Man: Homecoming Prelude                                   | 2         | 1 de març de 2017      | 5 d'abril de 2017      | Will Corona Pilgrim                                                | Todd Nauck                                        |
| Marvel's Thor: Ragnarok Prelude                                  | 4         | 5 de juliol de 2017    | 16 d'agost de 2017     | Will Corona Pilgrim                                                | J.L. Giles                                        |
| Marvel's Black Panther Prelude                                   | 2         | 18 d'octubre de 2017   | 15 de novembre de 2017 | Will Corona Pilgrim                                                | Annapaola Martello                                |
| Marvel's Avengers: Infinity War Prelude                          | 2         | 24 de gener de 2018    | 28 de febrer de 2018   | Will Corona Pilgrim                                                | Tigh Walker i Jorge Fornés                        |
| Marvel's Ant-Man and the Wasp Prelude                            | 2         | 7 de març de 2018      | 4 d'abril de 2018      | Will Corona Pilgrim                                                | Chris Allen                                       |
| Marvel's Captain Marvel Prelude                                  | 1         | 14 de novembre de 2018 | 14 de novembre de 2018 | Will Corona Pilgrim                                                | Andrea Di Vito                                    |
| Marvel's Avengers: Endgame Prelude                               | 3         | 5 de desembre de 2018  | 20 de febrer de 2019   | Will Corona Pilgrim                                                | Paco Diaz                                         |
| Spider-Man: Far From Home Prelude                                | 2         | 27 de març de 2019     | 24 d'abril de 2019     | Will Corona Pilgrim                                                | Luca Maresca                                      |

## Repartiment i personatges recurrents
| Ayo                                                                         | Florence Kasumba                                                  | Florence Kasumba                  |                       |                         |                      |  |  |
| Bruce Banner Hulk                                                           | Edward Norton Lou FerrignoVMark Ruffalo                           | Mark Ruffalo                      | Mark Ruffalo          |                         | Mark Ruffalo         |  |  |
| James "Bucky" Barnes Winter Soldier / White Wolf                            | Sebastian Stan                                                    | Sebastian Stan                    |                       |                         | Sebastian Stan       |  |  |
| Clint Barton Hawkeye                                                        | Jeremy Renner                                                     | Jeremy Renner                     |                       |                         | Jeremy Renner        |  |  |
| Laura Barton                                                                | Linda Cardellini                                                  | Linda Cardellini                  |                       |                         |                      |  |  |
| Yelena Belova                                                               | Florence Pugh                                                     | Florence Pugh                     |                       |                         | Florence Pugh        |  |  |
| Kate Bishop                                                                 | Hailee Steinfeld                                                  | Hailee Steinfeld                  |                       |                         | Hailee Steinfeld     |  |  |
| Felix Blake                                                                 |                                                                   | Titus Welliver                    | Titus Welliver        |                         |                      |  |  |
| Emil Blonsky Abomination                                                    | Tim Roth                                                          | Tim Roth                          |                       |                         |                      |  |  |
| Luke Cage                                                                   |                                                                   | Mike Colter                       |                       |                         |                      |  |  |
| Peggy Carter                                                                | Hayley Atwell                                                     | Hayley Atwell                     | Hayley Atwell         |                         | Hayley Atwell        |  |  |
| Sharon Carter Agent 13 / Power Broker                                       | Emily VanCamp                                                     | Emily VanCamp                     |                       |                         | Emily VanCamp        |  |  |
| Frank Castle Punisher                                                       |                                                                   | Jon Bernthal                      | Jon Bernthal          |                         |                      |  |  |
| Phil Coulson                                                                | Clark Gregg                                                       | Clark Gregg                       | Clark Gregg           | Clark Gregg             |                      |  |  |
| Darren Cross Yellowjacket                                                   | Corey Stoll                                                       |                                   |                       | Corey Stoll             |                      |  |  |
| Carol Danvers Captain Marvel                                                | Brie Larson                                                       | Brie Larson                       |                       |                         | Alexandra Daniels    |  |  |
| Drax the Destroyer                                                          | Dave Bautista                                                     | Dave Bautista                     |                       |                         | Fred Tatasciore      |  |  |
| Timothy "Dum Dum" Dugan                                                     | Neal McDonough                                                    | Neal McDonough                    | Neal McDonough        |                         |                      |  |  |
| Hope van Dyne Wasp                                                          | Evangeline Lilly                                                  |                                   |                       |                         | Evangeline Lilly     |  |  |
| Wilson Fisk Kingpin                                                         |                                                                   | Vincent D'Onofrio                 |                       |                         |                      |  |  |
| Matthew Ellis                                                               | William Sadler                                                    | William Sadler                    |                       | William Sadler          |                      |  |  |
| Christine Everhart                                                          | Leslie Bibb                                                       |                                   |                       | Leslie Bibb             |                      |  |  |
| Leo Fitz                                                                    |                                                                   | Iain De Caestecker                |                       | Iain De Caestecker      |                      |  |  |
| Valentina Allegra de Fontaine                                               | Julia Louis-Dreyfus                                               | Julia Louis-Dreyfus               |                       |                         |                      |  |  |
| Nick Fury                                                                   | Samuel L. Jackson                                                 | Samuel L. Jackson                 |                       |                         | Samuel L. Jackson    |  |  |
| Gamora                                                                      | Zoe Saldana                                                       |                                   |                       |                         | Cynthia McWilliams   |  |  |
| Groot                                                                       | Vin DieselV                                                       | Vin DieselV                       | Vin DieselV           |                         | Fred Tatasciore      |  |  |
| Justin Hammer                                                               | Sam Rockwell                                                      |                                   | Sam Rockwell          |                         | Sam Rockwell         |  |  |
| Agatha Harkness                                                             |                                                                   | Kathryn Hahn                      |                       |                         | Kathryn Hahn         |  |  |
| Heimdall                                                                    | Idris Elba                                                        |                                   |                       |                         | Idris Elba           |  |  |
| Maria Hill                                                                  | Cobie Smulders                                                    | Cobie Smulders                    |                       |                         | Cobie Smulders       |  |  |
| Harold "Happy" Hogan                                                        | Jon Favreau                                                       |                                   |                       |                         | Jon Favreau          |  |  |
| Skye /Daisy Johnson Quake                                                   |                                                                   | Chloe Bennet                      |                       | Chloe Bennet            |                      |  |  |
| Kamala Khan Ms. Marvel                                                      | Iman Vellani                                                      | Iman Vellani                      |                       |                         | Iman Vellani         |  |  |
| Yusuf Khan                                                                  | Mohan Kapur                                                       | Mohan Kapur                       |                       |                         |                      |  |  |
| Misty Knight                                                                |                                                                   | Simone Missick                    |                       |                         |                      |  |  |
| Korath                                                                      | Djimon Hounsou                                                    |                                   |                       |                         | Djimon Hounsou       |  |  |
| Scott Lang Ant-Man                                                          | Paul Rudd                                                         |                                   |                       | Paul Rudd               | Paul Rudd            |  |  |
| Darcy Lewis                                                                 | Kat Dennings                                                      | Kat Dennings                      |                       |                         |                      |  |  |
| List                                                                        | Henry Goodman                                                     | Henry Goodman                     |                       |                         |                      |  |  |
| Loki                                                                        | Tom Hiddleston                                                    | Tom Hiddleston                    |                       |                         | Tom Hiddleston       |  |  |
| Jeffrey Mace Patriot                                                        |                                                                   | Jason O'Mara                      |                       | Jason O'Mara            |                      |  |  |
| Alphonso "Mack" MacKenzie                                                   |                                                                   | Henry Simmons                     |                       | Henry Simmons           |                      |  |  |
| Gideon Malick                                                               | Powers Boothe                                                     | Powers Boothe                     |                       |                         |                      |  |  |
| Mantis                                                                      | Pom Klementieff                                                   | Pom Klementieff                   |                       |                         |                      |  |  |
| Melinda May                                                                 |                                                                   | Ming-Na Wen                       |                       | Ming-Na Wen             |                      |  |  |
| Wanda Maximoff Scarlet Witch                                                | Elizabeth Olsen                                                   | Elizabeth Olsen                   |                       |                         |                      |  |  |
| Tina Minoru                                                                 | Linda Louise Duan                                                 | Brittany Ishibashi                |                       |                         |                      |  |  |
| Jim Morita                                                                  | Kenneth Choi                                                      | Kenneth Choi                      |                       |                         |                      |  |  |
| Matt Murdock Daredevil                                                      | Charlie Cox                                                       | Charlie Cox                       |                       |                         | Charlie Cox          |  |  |
| Nebula                                                                      | Karen Gillan                                                      |                                   |                       |                         | Karen Gillan         |  |  |
| Okoye                                                                       | Danai Gurira                                                      | Danai Gurira                      |                       |                         | Danai Gurira         |  |  |
| May Parker                                                                  | Marisa Tomei                                                      |                                   |                       |                         | Kari Wahlgren        |  |  |
| Peter Parker Spider-Man                                                     | Tom Holland                                                       |                                   |                       | Tom Holland             | Hudson Thames        |  |  |
| Virginia "Pepper" Potts                                                     | Gwyneth Paltrow                                                   |                                   |                       |                         | Beth Hoyt            |  |  |
| Hank Pym                                                                    | Michael Douglas                                                   |                                   |                       |                         | Michael Douglas      |  |  |
| Peter Quill Star-Lord                                                       | Chris Pratt                                                       | Chris Pratt                       |                       |                         | Chris Pratt          |  |  |
| Monica Rambeau                                                              | Akira AkbarTeyonah Parris                                         | Teyonah Parris                    |                       |                         |                      |  |  |
| Ramonda                                                                     | Angela Bassett                                                    |                                   |                       |                         | Angela Bassett       |  |  |
| [[James Rhodes (Marvel)\|James "Rhodey" Rhodes War Machine / Iron Patriot]] | Terrence HowardDon Cheadle                                        | Don Cheadle                       |                       |                         | Don Cheadle          |  |  |
| Rocket                                                                      | Bradley CooperV                                                   | Bradley CooperV                   |                       |                         |                      |  |  |
| Elena "Yo-Yo" Rodriguez                                                     |                                                                   | Natalia Cordova-Buckley           |                       | Natalia Cordova-Buckley |                      |  |  |
| Steve Rogers Captain America                                                | Chris Evans                                                       |                                   |                       |                         | Josh Keaton          |  |  |
| Natasha Romanoff Black Widow                                                | Scarlett Johansson                                                |                                   |                       |                         | Lake Bell            |  |  |
| Everett K. Ross                                                             | Martin Freeman                                                    | Martin Freeman                    |                       |                         |                      |  |  |
| Thaddeus Ross                                                               | William HurtHarrison Ford                                         |                                   |                       |                         | Mike McGill          |  |  |
| Shuri Black Panther                                                         | Letitia Wright                                                    |                                   |                       |                         | Ozioma Akagha        |  |  |
| Sif                                                                         | Jaimie Alexander                                                  | Jaimie Alexander                  |                       |                         | Jaimie Alexander     |  |  |
| Jemma Simmons                                                               |                                                                   | Elizabeth Henstridge              |                       | Elizabeth Henstridge    |                      |  |  |
| Jasper Sitwell                                                              | Maximiliano Hernández                                             | Maximiliano Hernández Adam Faison | Maximiliano Hernández |                         |                      |  |  |
| Trevor Slattery                                                             | Ben Kingsley                                                      | Ben Kingsley                      | Ben Kingsley          |                         |                      |  |  |
| Howard Stark                                                                | Gerard Sanders (només en fotografia) John Slattery Dominic Cooper | Dominic Cooper                    | Dominic Cooper        |                         | Dominic Cooper       |  |  |
| Tony Stark Iron Man                                                         | Robert Downey Jr.                                                 |                                   | Mick Wingert          |                         |                      |  |  |
| Dr. Stephen Strange                                                         | Benedict Cumberbatch                                              |                                   |                       |                         | Benedict Cumberbatch |  |  |
| Talos                                                                       | Ben Mendelsohn                                                    | Ben Mendelsohn                    |                       |                         |                      |  |  |
| T'Challa Black Panther                                                      | Chadwick Boseman                                                  |                                   |                       |                         | Chadwick Boseman     |  |  |
| Thor                                                                        | Chris Hemsworth                                                   |                                   | Chris Hemsworth       |                         | Chris Hemsworth      |  |  |
| Joaquin Torres Falcon                                                       | Danny Ramirez                                                     | Danny Ramirez                     |                       |                         |                      |  |  |
| Ultron                                                                      | James SpaderRoss MarquandV                                        | James Spader                      |                       |                         | Ross Marquand        |  |  |
| Vision J.A.R.V.I.S.                                                         | Paul Bettany                                                      | Paul Bettany                      |                       |                         | Paul Bettany         |  |  |
| John Walker Captain America / U.S. Agent                                    | Wyatt Russell                                                     | Wyatt Russell                     |                       |                         | Wyatt Russell        |  |  |
| Riri Williams Ironheart                                                     | Dominique Thorne                                                  | Dominique Thorne                  |                       |                         | Dominique Thorne     |  |  |
| Sam Wilson Falcon / Captain America                                         | Anthony Mackie                                                    | Anthony Mackie                    |                       |                         | Anthony Mackie       |  |  |
| Anton Vanko                                                                 | Yevgeni Lazarev                                                   | Costa Ronin                       |                       |                         |                      |  |  |
| Wolfgang von Strucker                                                       | Thomas Kretschmann                                                | Joey Defore                       |                       |                         |                      |  |  |
| Wong                                                                        | Benedict Wong                                                     | Benedict Wong                     |                       |                         | Benedict Wong        |  |  |
| Jimmy Woo                                                                   | Randall Park                                                      | Randall Park                      |                       |                         | Randall Park         |  |  |
| Arnim Zola                                                                  | Toby Jones                                                        | Toby Jones                        |                       |                         |                      |  |  |